# Цупко, Павел Иванович
Павел Иванович Цупко (2 июля 1922, Украинская ССР— 29 сентября 2003, Ивангород, Ленинградская область) — советский писатель, член Союза писателей России, лауреат Литературной премии журнала «Наш современник» (1978), почётный гражданин города Ивангорода, полковник. Павел Цупко — автор таких известных произведений военной литературы, как «Торпедоносцы», «Пикировщики», «Морские лётчики», «Над просторами северных морей».

## Биография

### Детство и Великая Отечественная война
Детские годы прошли в украинском городе Свердловске.
В 1939 году одновременно с десятилеткой окончил двухгодичные курсы пилота в аэроклубе, где научился летать на тогда знаменитом «У-2».
В 1940 году поступил в Ленинградское военно-морское авиационное училище имени С. Леваневского. В училище 17-летний Цупко осваивал самолёты-разведчики «Р-5», «Р-10» и «МБР-2».
Выпуск Ленинградского авиаучилища был намечен на 22 июня 1941 года, но был отменён из-за начала войны. После этого в группе самых сильных выпускников Павел был направлен в Ейское лётное училище, где переучивался на новый пикирующий бомбардировщик Пе-2. Через месяц с ухудшением обстановки на фронте Цупко был выпущен лейтенантом и отправлен воевать в пикировочно-бомбардировочный авиационный полк на Балтийский флот.
Всего в годы войны лётчик-торпедоносец Цупко совершил более 250 боевых вылетов, в основном по уничтожению немецких военных кораблей. Находился в составе боевых частей Черноморского, Балтийского и Северного фронтов, принимал участие в обороне Ленинграда, Севастополя, Заполярья. Был трижды тяжело ранен. Одно из ранений Цупко получил в июне 1942 года под Севастополем, где в очередном вылете его самолёт был подбит вражеским снарядом. От смерти спасла высота — 150 метров, перед землёй самолёт вышел из повиновения и рухнул. Свою перебитую руку и другие тяжёлые раны лечил в Моздоке, в госпитале Куйбышева, а затем — снова бомбардировочный авиаполк и боевые вылеты.
В 1943 году Цупко зачислили в спецгруппу Главного Управления Авиации ВМФ СССР, в которой пробыл до конца войны. Группа занималась перегонкой американских самолётов, которые поступали в СССР по ленд-лизу, из восточной Сибири в боевые флотилии. В будущем писатель Цупко посвятит работе перегонщиков повесть «Украденная юность», которая будет опубликована в 1998 году.
О перегонке самолётов Павел Иванович вспоминал: «Условия для перегонки самолётов были тяжёлыми. Не хватало хороших аэродромов, обеспечения, средств связи, порой отсутствовали полётные карты, аэрометеорологическая служба только создавалась. Да и американские самолёты — это не наши, привычные. Летать, не зная погоды, да на чужом самолёте — это что идти с завязанными глазами по краю пропасти».

### Послевоенная служба
В послевоенное время, оказавшись в Москве, Павел Цупко выполнял спецзадания правительства, затем с 1947 по 1954 год прослужил на Черноморском флоте.
В 1957 году заочно окончил Ленинградский Высший военно-педагогический институт имени М. И. Калинина, работал в Выборге лектором.
В 1964 году уволился в запас подполковником.
С 2000 года — полковник в отставке.

### В запасе
После увольнения из ВМФ Цупко по настоянию властей помогал поднимать Выборгский морской порт, который стал одним из лучших в стране. В Выборге его постоянно нагружали работой. В общей сложности он участвовал в 112 различных комиссиях как председатель и заместитель. Чтобы освободиться от нагрузок, в 1975 году переехал в эстонский город Нарву, потом оказался в соседнем Ивангороде.
В 1975—1985 годы Павел Цупко, имеющий разряд мастера спорта СССР по плаванию, работал директором спортшколы «Калев» в Нарве. К 1984 году им были открыты секции по гребле, боксу, стрельбе, тяжёлой атлетике и другие, работало уже 24 тренера и 600 учащихся.
Похоронен в Кингисеппе. На фасаде дома, где жил Цупко, установлена памятная доска.

### Семья
Был женат дважды.
В первом браке с Ольгой Алексеевной Косупко, родились две дочери — Марина и Елена.  Брак продлился более двадцати лет.
Во втором браке - детей не было; проживали в Ивангороде.

## Творчество
Литературой Павел Цупко занимался ещё в детстве. В 14-летнем возрасте школьник печатался в «Пионерской правде», в девятом классе уже написал две повести. Но потом творчество пришлось оставить: началась 20-летняя служба во флоте, потом работа в Выборге. Только в Нарве, когда писателю было за сорок с лишним лет, он смог вплотную заняться литературным творчеством. Публиковался в журналах, более чем в 50 газетах. Цупко был первым, кто стал писать о лётчиках-торпедоносцах в советской литературе. Как признавался сам Павел Иванович, с одной стороны, писать ему было легко — материал был пережит самим собой, но с другой стороны тяжело — в его книгах не было ни одного вымышленного имени или события. Он работал с архивами в Таллине, Гатчине, Ленинграде, встречался с однополчанами во многих городах Союза, записывал их воспоминания и наблюдения, хотя видел и сам знал войну немало. Героями его произведений были в основном лётчики Таллинского бомбардировочного авиаполка, в частности, его фронтовые друзья дважды Герой Советского Союза В. И. Раков и Герой Советского Союза К. С. Усенко.
Первой книгой, над которой Цупко начал работать, была трилогия «Крылатые». Но хотя в Москве она получила одобрение, ни одно столичное издание не рискнуло публиковать огромное произведение автора, который тогда был неизвестен. Тогда в 1978 году одну из частей трилогии «Торпедоносцы» согласился напечатать один из ведущих журналов «Наш современник». Повесть не только приняли, писателю выписали от журнала «Наш современник» годовую премию.
По повести «Торпедоносцы» Цупко на «Ленфильме» был снят одноимённый художественный фильм режиссёра С. Арановича. «Я воспринял это отрицательно: они использовали книгу лишь частично — те места, где описываются боевые действия, торпедные атаки, — вспоминал П. И. Цупко, — а во всём остальном — совершенно другая история. Меня возмутил плагиат — они взяли моё название. Я выразил протест, но ничего изменить так и не удалось». Позднее на основании повести «Торпедоносцы» «Беларусьфильм» снял фильм «Внимание, атакую!» — он понравился писателю гораздо больше. Кроме того, эта повесть легла в основу телефильма «Герой Советского Союза Михаил Борисов».
Повесть «Торпедоносцы» вышла в свет 100-тысячным тиражом в 1987 году. Двумя изданиями, в 1982 и 1987 годах, 100 и 200-тысячными тиражами вышла другая известная повесть писателя «Пикировщики». Обе повести в 1987 и 1988 годы экспонировались на VI и VII Международных книжных ярмарках в Сербии и Белграде (Югославия), были переведены на английский язык. Ранее, в 1981 году, вышла повесть Цупко «Над просторами северных морей», ставшая заглавной в серии «Летопись Великой Отечественной войны 1941—1945 гг.» Были предложения экранизировать это произведение, но началась перестройка.
С перестройкой отошла на второй план военно-патриотическая литература. Рукописи Цупко одобряли, причём рецензентами были известные литераторы, например, Василий Аксёнов. Издательства ставили книги в план, но почему-то печатать отказывались. Такие разочарования в жизни писателя были. Так, в план издательства «Ээсти Раамат» был заложен роман Павла Цупко «Морские лётчики», посвящённый воинам Таллинского пикировочно-бомбардировочного полка, в котором описывались многие эпизоды, происходившие в Эстонии, но из-за перестройки книга не увидела свет. Уже в 1990-е гг. по совету известной поэтессы Елены Серебровской, жены знаменитого полярника Михаила Сомова, Павел Иванович начал издавать свои книги за собственный счёт. Роман «Морские лётчики» вышел в свет только в 2000 году (помогли в этом Цупко руководители Кингисеппа и Ивангорода).

## Сочинения
- Крылатые (трилогия)
- Морские лётчики (роман, 2000 г.)
- Украденная юность (роман, 1998 г.)
- «Пикировщики» (повесть, 1987 г.)
- «Торпедоносцы» (повесть, 1978 г.)
- «Над просторами северных морей» (повесть, 1981 г.)
- Под крылом Балтийское море (повесть, 1980-е гг.)
- В квадрате 2058 (повесть, 1984 г.)
- Свердловская трагедия (повесть, 1990-е гг.)
- Взорванный рассвет (повесть, 2000 г.)
- Шестеро с Балтики (повесть, 2000 г.)

## Награды
- Орден Красной Звезды
- Орден Отечественной войны 1-й степени
- Более 20 медалей, в том числе 3 — «За боевые заслуги», «За оборону Ленинграда», «За оборону Севастополя», «За оборону Советского Заполярья».
- Почётный гражданин города Ивангорода
- Литературная Премия журнала «Наш Современник» (1978)
- Мастер спорта СССР по плаванию